# Spulerina malicola
Spulerina malicola là một loài bướm đêm thuộc họ Gracillariidae. Loài này có ở Ấn Độ (Assam, Meghalaya).
Ấu trùng ăn Malus domestica, Malus pumila và Malus sylvestris. They có thể mine the leaves or stems of their host plant.